# Корчунок (Тернопільський район)
Корчуно́к —село в Україні, у Зборівській міській громаді Тернопільського району Тернопільської області. Розташоване на північному заході району. До 2016 було підпорядковане Вовчківській сільській раді. До Корчунка приєднано хутори Дерев'янки та Дубина.
Населення — 39 осіб (2002).

## Історія
Раніше село було розділене на 2 частини: одна належала до с. Нище, інша — до с. Тростянець Золочівського району Львівської обл.
12 червня 2020 року, відповідно до розпорядження Кабінету Міністрів України № 724-р «Про визначення адміністративних центрів та затвердження територій територіальних громад Тернопільської області» увійшло до складу Зборівської міської громади.
19 липня 2020 року, в результаті адміністративно-територіальної реформи та ліквідації Зборівського району, село увійшло до складу Тернопільського району.

## Галерея

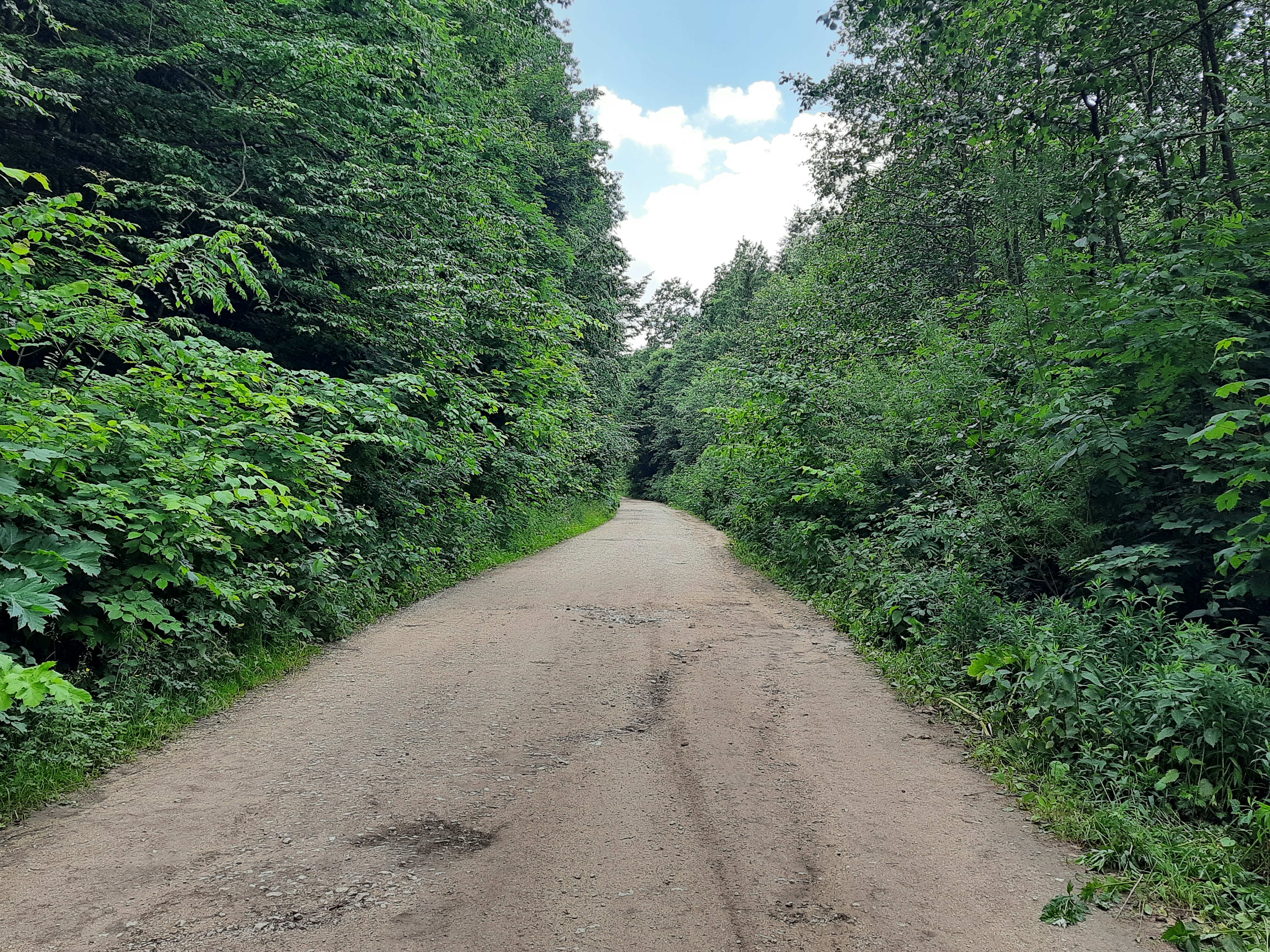
Дорога в село
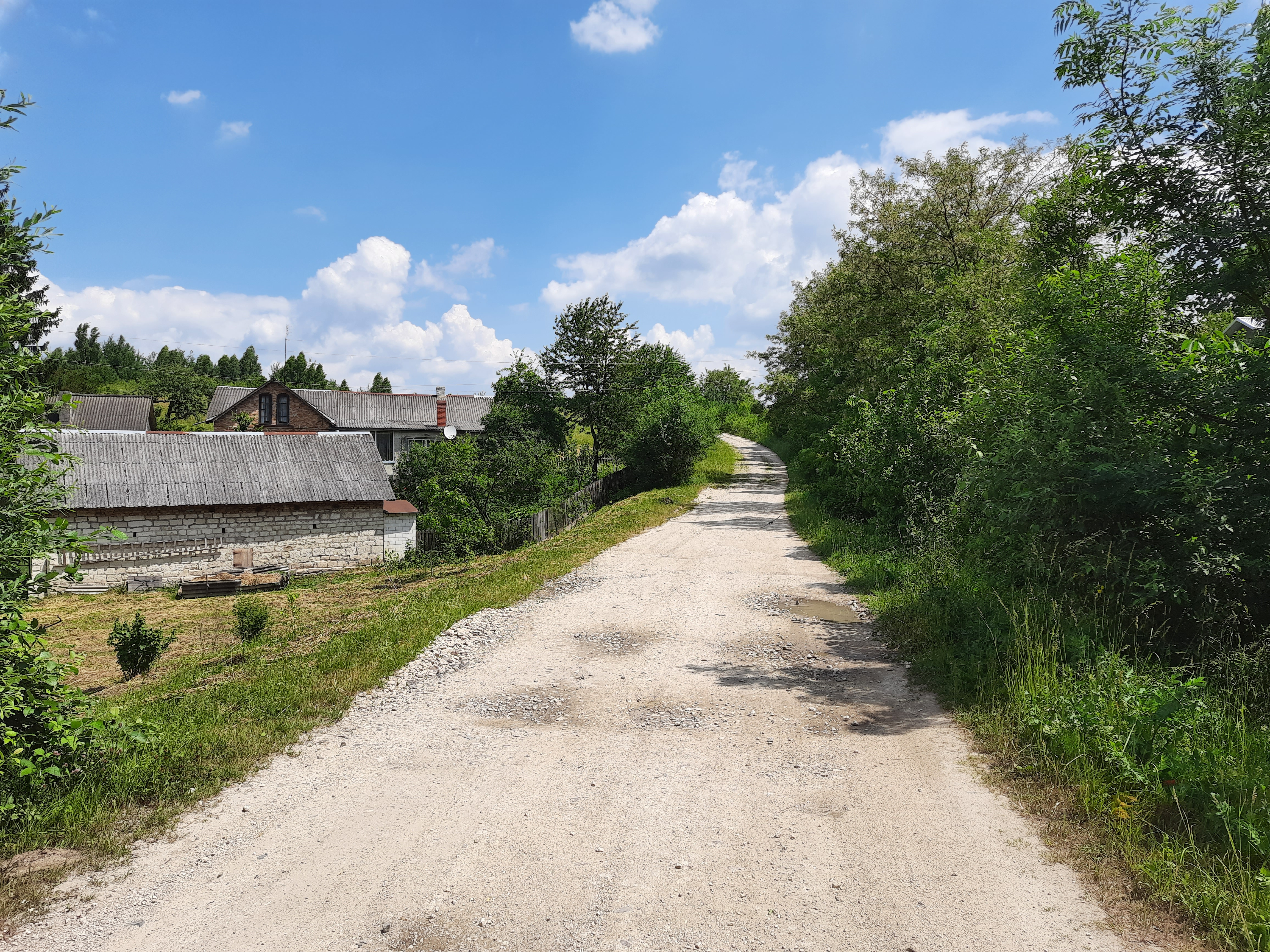
Сільська вулиця
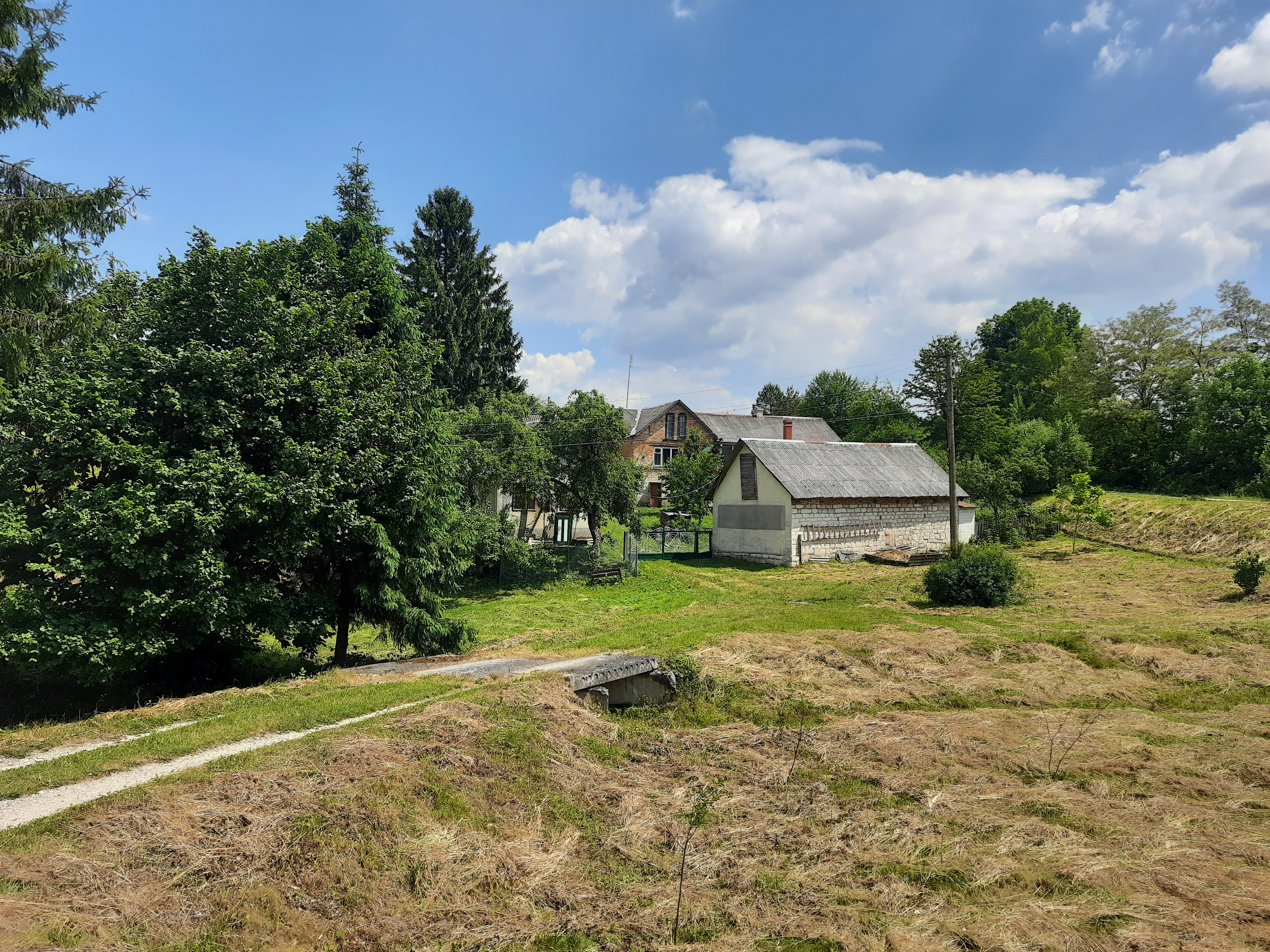
Сільський пейзаж
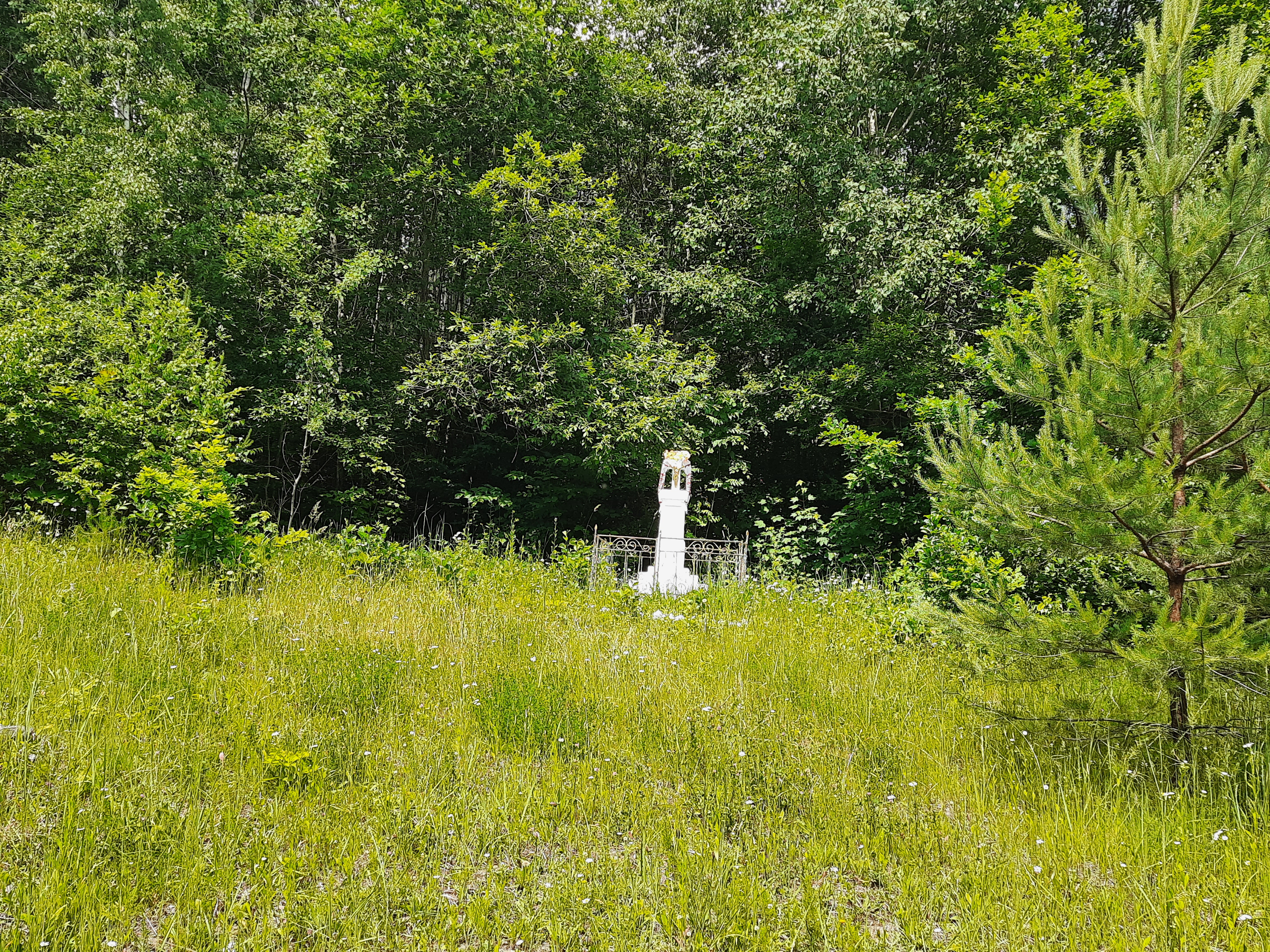
Пам'ятний хрест на околиці села